# NGC 3075
NGC 3075 est une galaxie spirale située dans la constellation du Lion. NGC 3075 a été découverte par l'astronome britannique John Herschel en 1836.

## Caractéristiques
Sa vitesse par rapport au fond diffus cosmologique est de 3 909 ± 24 km/s, ce qui correspond à une distance de Hubble de 57,7 ± 4,1 Mpc (∼188 millions d'al).
À ce jour, deux mesures non basées sur le décalage vers le rouge (redshift) donnent une distance de 65,500 ± 2,404 Mpc (∼214 millions d'al), ce qui est tout juste à l'extérieur de la distance de Hubble. Notons cependant que c'est avec la valeur moyenne des mesures indépendantes, lorsqu'elles existent, que la base de données NASA/IPAC calcule le diamètre d'une galaxie et qu'en conséquence le diamètre de NGC 3075 pourrait être d'environ 20,2 kpc (∼65 900 al) si on utilisait la distance de Hubble pour le calculer.
La classe de luminosité de NGC 3075 est III et elle présente une large raie HI. Elle renferme également des régions d'hydrogène ionisé.

## Supernova
La supernova SN 1998W a été découverte dans NGC 3075 le 16 mars 1998 par W. Li, M. Modjaz, R. R. Treffers, et A. V. Filippenko dans le cadre du programme LOSS (Lick Observatory Supernova Search) de l'observatoire Lick. Cette supernova était de type II.   